# HMS Sälen (1918)
Pour les articles homonymes, voir HMS Sälen.
Le HM Sälen est un sous-marin de classe Hajen de la marine royale suédoise. Lancé en 1918 et mis en service en 1920, le HMS Sälen a été désarmé en 1942.

## Carrière
Le navire a été commandé à Kockums Mekaniska Verkstads AB à Malmö et lancé le 31 janvier 1918. Le navire est intégré à la flotte le 19 juin 1920.
Le navire a été désarmé le 24 juillet 1942 et ferraillé à Karlskrona.